# Kurtschatow (Russland)
Kurtschatow (russisch Курчатов) ist eine Stadt in der Oblast Kursk (Russland) mit 39.100 Einwohnern (Stand 2024).

## Geografie
Die Stadt liegt am Westrand der Mittelrussischen Platte etwa 40 km westlich der Oblasthauptstadt Kursk, einige Kilometer vom linken Ufer des Seim, eines linken Nebenflusses der in den Dnepr mündenden Desna, entfernt.
Kurtschatow ist der Oblast administrativ direkt unterstellt und zugleich Verwaltungszentrum des gleichnamigen Rajons.

## Geschichte
Der Ort entstand ab 1969 im Zusammenhang mit dem am 29. September 1966 vom Ministerrat der Sowjetunion beschlossenen Bau des Kernkraftwerkes Kursk. Zuvor existierten in diesem Gebiet mehrere Dörfer.
Am 22. Dezember 1971 wurde der Status einer Siedlung städtischen Typs unter dem Namen Kurtschatow zu Ehren des Atomphysikers Igor Kurtschatow verliehen. Am 25. April 1983 erhielt Kurtschatow das Stadtrecht.
Seit dem Einmarsch der Ukrainischen Armee im August 2024 in die Oblast Kursk, ist Kurtschatow vermehrt ukrainischen Angriffen ausgesetzt. Zudem versuchten ukrainische Verbände mehrmals in die Stadt einzudringen. Vermutliches Ziel ist hierbei die Eroberung des Kernkraftwerkes Kursk. Zu dessen Schutz wurden vielerlei Maßnahmen seitens des russischen Militärs unternommen. Um sich die Lage rund um den Schutz des Kernkraftwerkes persönlich anzusehen, besuchte auch IAEA-Präsident Rafael Mariano Grossi die Stadt und Anlage.

### Bevölkerungsentwicklung
| Jahr | Einwohner |
| ---- | --------- |
| 1979 | 21.774    |
| 1989 | 41.085    |
| 2002 | 45.556    |
| 2010 | 42.706    |
| 2021 | 40.318    |

Anmerkung: Volkszählungsdaten

## Wirtschaft
Neben dem Kernkraftwerk Kursk gibt es in Kurtschatow das Werk Atommasch für Kernkraftwerksausrüstungen sowie Betriebe der Baumaterialienwirtschaft.
Die Stadt liegt an der Eisenbahnstrecke Kursk–Lgow–Kiew (Ukraine).

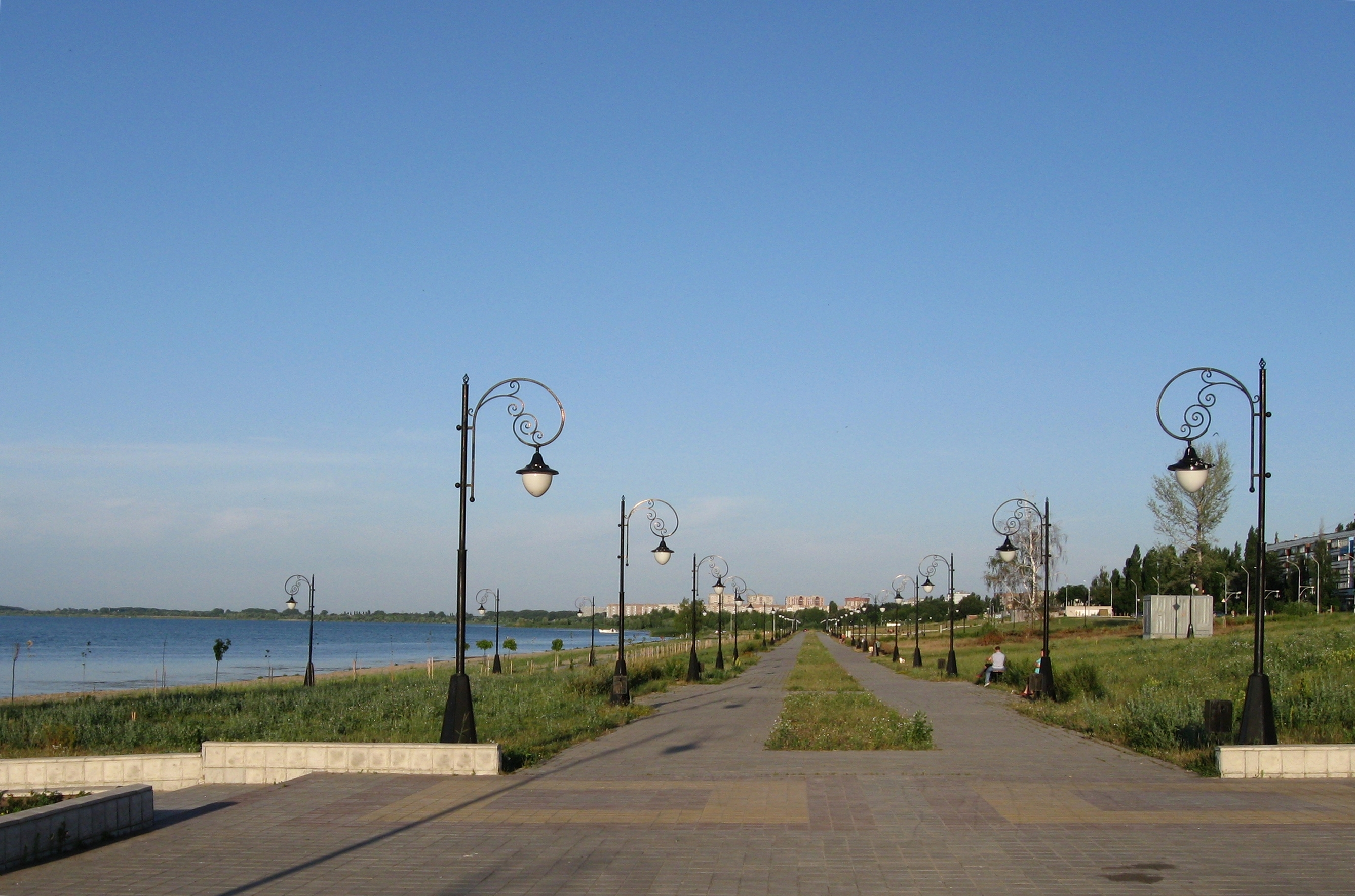
Uferpromenade von Kurtschatow am Kühlwassersee des KKW
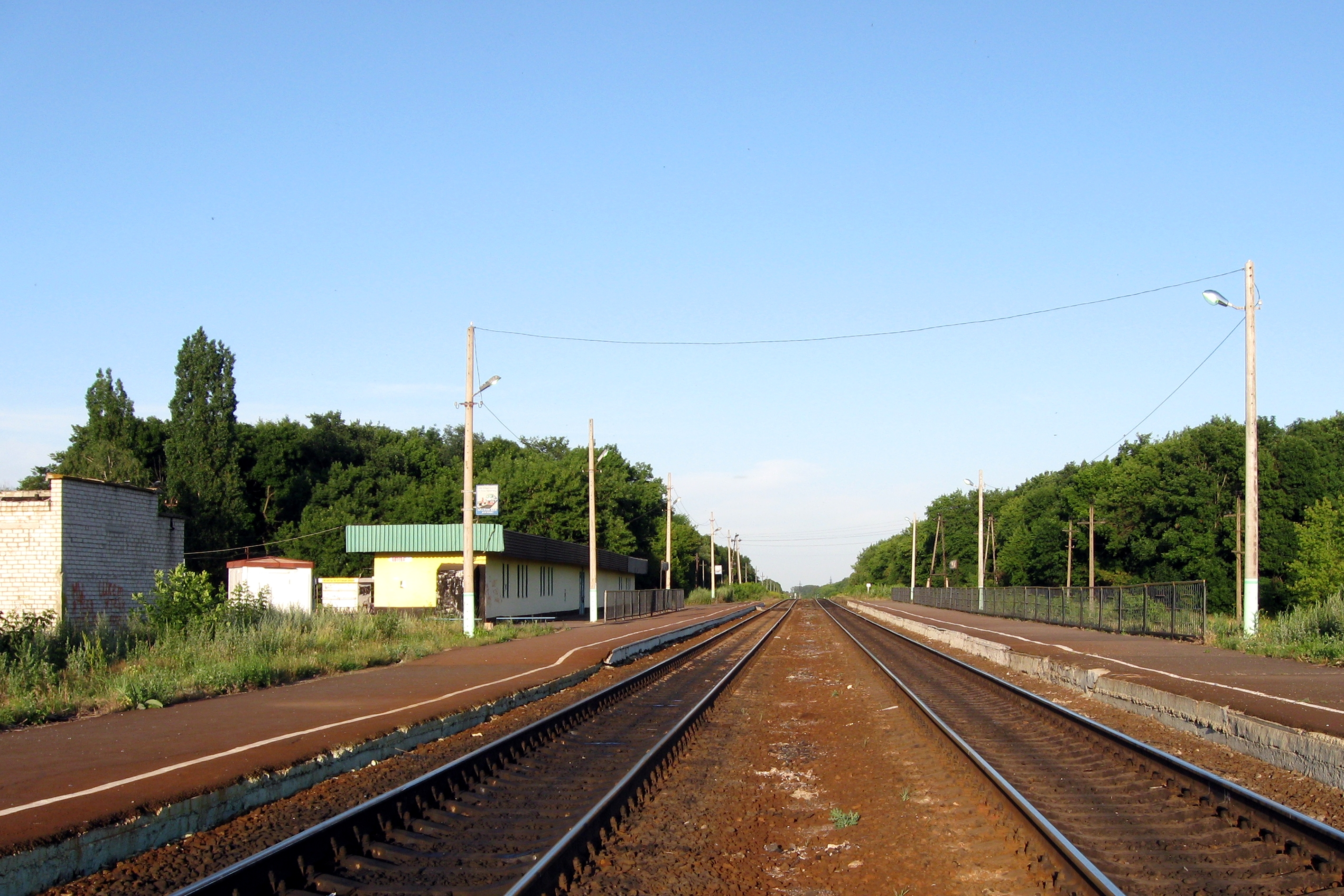
Bahnhof Kurtschatow

## Söhne und Töchter der Stadt
- Jewgenija Lamonowa (* 1983), Florettfechterin und Olympiasiegerin 2008
- Dmitri Scherebtschenko (* 1989), Florettfechter
- Inna Deriglasowa (* 1990), Florettfechterin, Weltmeisterin und Olympiasiegerin 2016